# Andreas Grün
Andreas Grün (* 4. August 1960 in Pforzheim) ist ein deutscher Gitarrist, Komponist und Musikwissenschaftler.

## Leben
Andreas Grün absolvierte 1979 am Kepler-Gymnasium Pforzheim sein Abitur und studierte von 1980 bis 1986 Schulmusik an der Hochschule für Musik Karlsruhe und begleitend dazu von 1981 bis 1985 Musikwissenschaft. Es schloss sich von 1986 bis 1988 ein Gitarrenstudium bei Konrad Ragossnig an der Hochschule für Musik und darstellende Kunst Wien an. Von 1988 bis 1992 studierte er Komposition bei Wolfgang Rihm in Karlsruhe, von 1992 bis 1993 bei Rudolf Kelterborn an der Musik-Akademie der Stadt Basel. 1989 hatte er einen Lehrauftrag für Gitarre an der Karlsruher Musikhochschule zur Vertretung des beurlaubten Wilhelm Bruck. Von 1995 bis 2001 war er Dirigent des Zupforchesters „Mandolinata Karlsruhe“ und von 1996 bis 2014 war er Gitarrenlehrer an der Musik- und Kunstschule Westlicher Enzkreis. Von 2003 bis 2012 unterrichtete er den Instrumentalpraktischen Kurs Gitarre an der Hochschule für Musik und Darstellende Kunst Mannheim; von 2006 bis 2021 lehrte er Gitarre sowie Neue Musik für Gitarre an der Hochschule für Musik Trossingen.
1994 wurde Grün als Spieler und Komponist zum ersten Mal nach Vilnius eingeladen, woraus sich eine langfristige private und künstlerische Verbindung mit Litauen entwickelte. Von 2008 bis 2009 erhielt Grün entscheidende Impulse durch den niederländischen Musikerphysiotherapeuten Gerrit Onne van de Klashorst, dem Begründer der Dispokinesis. Seither setzt er sich in Workshops und Veröffentlichungen für eine physiologisch fundierte Gitarrenspieltechnik ein.
Als Gitarrist hat Grün zahlreiche Werke uraufgeführt, darunter von Stephan Marc Schneider, Frank Michael, Rolf Riehm, David Lang, Felix Werder, Simone Fontanelli. 2010 machte er das Manuskript des bis dahin verschollenen frühesten Gitarrenwerks von Hans Werner Henze ausfindig, dessen 1955 geschriebene Musik zu Ernst Schnabels Rundfunkroman Der sechste Gesang, die er 2016 zu ihrer ersten vollständigen Aufführung brachte.
Grün lebt in Karlsruhe, wo er von 2015 bis 2020 Vorsitzender des Regionalverbands Karlsruhe im Tonkünstlerverband Baden-Württemberg war.

## Werke (Auswahl)

### Kompositionen
- Capriccio über mi-chae-la (1985/88) für Flöte
- Streichtrio: schatten … spuren … splitter … — … (1987)
- fragwürdig (1989) für Violine, Trompete und Streichorchester
- Anmerkungen zu Vivaldis „Jahreszeiten“ (1990/2011) für Solovioline und Streicher
- Klaviertrio (1990–91)
- Da es aber nicht so ist (1991) für Streichquartett
- MiniMusic 2/3 – Ein Ausflug ins Gebirge für vier E-Gitarren (1991/92)
- on the verge / requiem for holofernes (1991–92) für E-Gitarre, Schlagzeug, Flöte, Sopran, Klarinette, Streichtrio, Trompete, Harfe, Akkordeon und Kontrabass
- Eingang zu einem Steinbruch (1992) für Gitarre und Sprecher oder Gitarre solo
- Gesang zur Nacht (1992–93) für tiefe Stimme und Klavier (Georg Trakl)
- Volkslieder und andere Alltagsgeräusche (1992–93) für Mezzosopran, Flöte, Klavier, Schlagzeug und Tonband
- Die Hölderlin-Vertonungen des Josquin Desprez – 1. Buch (1997–1999) für Gitarre
- Die Hölderlin-Vertonungen des Josquin Desprez – 2. Buch (1992–2002) für Klavier
- Odyssee (2001–2002) für Violoncello und Klavier
- d’autres jeux interdits (2002–2003) für Gitarre und Flöte und/oder Violoncello

### Bearbeitungen
- Wolfgang Rihm: Ländler (1979) Fassung für Zupforchester (1998)

### Schriften
- Suite für Gitarre allein op.164 – Eine analytische Betrachtung. In: Gitarre & Laute 3/1984
- Charles Baron d’Aichelbourg und seine vier Duos für Mandoline und Gitarre. In: concertino 2/2007
- Einige Gedanken über die Gitarrentechnik des 21. Jahrhunderts – Feinmotorik, Führungsfinger und fokale Dystonie – was wir von Musikphysiologen lernen können. In: Gitarre aktuell IV/2012, I/2013, II/2013, III/2013 und IV/2013
- „Ein Gedankenstrich, der zitternd Wellen schlägt“ – Hans Werner Henzes Annäherung an die Gitarre in seiner Musik zum Rundfunkroman „Der sechste Gesang“ (1955) In: concertino 3/2013, 4/2013 und 1/2014
- Sechs Saiten für den sechsten Gesang – Die Wiederentdeckung einer verschollenen Gitarrenmusik Hans Werner Henzes. In: neue musikzeitung 7·8/2016
- „Wohin nun?“ – Hans Werner Henzes Gitarrenmusik zum Rundfunkroman „Der sechste Gesang“ – revisited / reloaded / reanimiert. In: EGTA-Journal 4/2017
- Gitarrentechnik meistern mit musikphysiologischem Wissen, Verlag 13oder14 Karlsruhe, 2020, ISBN 978-3-948529-05-5

## Auszeichnungen
- 2001 Zweiter Preis beim Internationalen Kammermusikwettbewerb Schweinfurt